# Roger Turner
Roger Felix Turner (Milton, 3 marzo 1901 – Walpole, 29 ottobre 1993) è stato un pattinatore artistico su ghiaccio statunitense, specializzato nel singolo.

## Palmarès

### Individuale maschile
| Evento                            | 1927 | 1928 | 1929 | 1930 | 1931 | 1932 | 1933 | 1934 | 1935 | 1936 | 1937 |
| --------------------------------- | ---- | ---- | ---- | ---- | ---- | ---- | ---- | ---- | ---- | ---- | ---- |
| Giochi olimpici invernali         |      | 10°  |      |      |      | 6°   |      |      |      |      |      |
| Campionati mondiali               |      | 5°   |      | 2°   | 2°   | 5°   |      |      |      |      |      |
| North American Championships      |      |      | 2°   |      |      |      |      |      |      |      | 2°   |
| Campionati nazionali statunitensi | 2°   | 1°   | 1°   | 1°   | 1°   | 1°   | 1°   | 1°   | 2°   | 4°   |      |

### Coppie
(con Polly Blodgett)
| Evento                            | 1936 |
| --------------------------------- | ---- |
| Campionati nazionali statunitensi | 2°   |